# 西营镇 (武威市)
西营镇，是中华人民共和国甘肃省武威市凉州区下辖的一个乡镇级行政单位。

## 行政区划
西营镇下辖以下地区：
上六村、碑岭村、红星村、接脑村、双庄村、宏寺村、花亭村、五沟村、三沟村、二沟村、营儿村、陈鲁村、后兴村、前兴村、永丰村、杂沟村和九条岭煤矿村。